# Роос, Энн Карлович
Энн Карлович Ро́ос (эст. Enn Roos; 20 сентября 1908 года, Тамбов — 15 июля 1990 года) — эстонский советский скульптор. Заслуженный деятель искусств Эстонской ССР (1947).

## Биография
Родился в Тамбове, вместе с родителями в 1912 году переехал на жительство в Эстляндскую губернию. Окончил частную школу Пеэтера в Таллине в 1927 году, учился в художественной школе Антса Лайкмаа с 1926 по 1828 год и у Яана Коорта в 1927—1928 годах. В 1935 году он поступил в Высшую художественную школу «Паллас» в Тарту, которую окончил в 1939 году как скульптор.
Был мобилизован в Красную Армию в 1941 году, работал с 1942 по 1944 год как скульптор в Москве.
Преподавал художественное стекло, керамику и скульптуру в 1947—1983 годах в Эстонской академии художеств, профессор с 1958 года и заведующий кафедрой скульптуры с 1962 по 1977 год, почти все современные эстонские скульпторы среднего возраста были его учениками.
Умер в Таллине 15 июля 1990 года. Похоронен на таллинском Лесном кладбище.

## Творчество

«Бронзовый солдат» на холме Тынисмяги за два дня до «Бронзовой ночи», 24 апреля 2007 года

Самой значительной работой Энна Рооса является бронзовая скульптура, которая стала центральной фигурой созданного в 1947 году Монумента освободителям Таллина на Тынисмяги в Таллине, Эстония. Монументальную каменную стену позади скульптуры создал архитектор Арнольд Алас. По распоряжению правительства Эстонии мемориал был демонтирован в ночь с 26 на 27 апреля 2007 года и восстановлен в изменённом виде в июле того же года на Военном кладбище Таллина.
Основной частью его творчества являются модернистские скульптуры животных, экзотические портреты и декоративные скульптуры. Создал ряд парковых скульптур — «Медведь» в парке «Хирве» в Таллине (1939).

## Награды
- Орден «Знак Почёта» (30.12.1956)
- Заслуженный деятель искусств Эстонской ССР (1947)